# Landstingsvalen i Sverige 1966
Landstingsvalet i Sverige 1966 genomfördes söndagen den 18 september 1966. Vid detta val valdes landsting för mandatperioden 1967–1970 i samtliga län. Valet påverkade också på sikt första kammarens sammansättning.

## Valresultat
Rösterna som tillföll borgerliga valsamarbeten står under "övriga partier" medan ledamöterna som valdes in på dessa listor står under respektive parti.
| Parti                | Parti                        | Röster            | Röster | Röster | Mandatfördelning | Mandatfördelning |
| Parti                | Parti                        | Antal             | %      | +− %   | Antal            | +−               |
| -------------------- | ---------------------------- | ----------------- | ------ | ------ | ---------------- | ---------------- |
|                      | Socialdemokraterna           | 1 525 120         | 43,0   | -7,8   | 691              | -94              |
|                      | Centerpartiet                | 592 507           | 16,7   | +0,8   | 287              | +60              |
|                      | Folkpartiet                  | 529 180           | 14,9   | -0,9   | 250              | +12              |
|                      | Högerpartiet                 | 504 514           | 14,2   | +0,1   | 227              | +27              |
|                      | Sveriges kommunistiska parti | 204 536           | 5,8    | +2,4   | 57               | +38              |
|                      | Kristen demokratisk samling  | 68 890            | 1,9    | +1,9   | 1                | +1               |
|                      | Övriga partier               | 124 496           | 3,5    | —      | 0                | —                |
| Antal giltiga röster | Antal giltiga röster         | 3 549 243         | 100,0  |        | 1 513            | +44              |
| Ogiltiga röster      | Ogiltiga röster              | 18 971            |        |        |                  |                  |
| Totalt               | Totalt                       | 3 568 214 (83,1%) |        |        |                  |                  |

## Valresultat i landstingen
| Stockholm            | Stockholm                    | Stockholm       | Stockholm | Stockholm | Stockholm |
| Parti                | Parti                        | Röster          | Röster    | Mandat    | Mandat    |
| Parti                | Parti                        | Röster          | Röster    | Antal     | +-        |
| Parti                | Parti                        | Antal           | %         | Antal     | +-        |
| -------------------- | ---------------------------- | --------------- | --------- | --------- | --------- |
|                      | Socialdemokraterna           | 118 828         | 38,5      | 52        | -5        |
|                      | Folkpartiet                  | 69 912          | 22,7      | 33        | +7        |
|                      | Högerpartiet                 | 65 200          | 21,1      | 31        | +7        |
|                      | Centerpartiet                | 29 680          | 9,6       | 11        | +5        |
|                      | Sveriges kommunistiska parti | 20 458          | 6,6       | 6         | +4        |
|                      | Övriga partier               | 4 352           | 1,4       | 0         | —         |
| Antal giltiga röster | Antal giltiga röster         | 308 430         | 100       | 133       | +18       |
| Ogiltiga röster      | Ogiltiga röster              | 1 902           |           |           |           |
| Totalt               | Totalt                       | 310 332 (83,2%) |           |           |           |

| Uppsala              | Uppsala                      | Uppsala         | Uppsala | Uppsala | Uppsala |
| Parti                | Parti                        | Röster          | Röster  | Mandat  | Mandat  |
| Parti                | Parti                        | Röster          | Röster  | Antal   | +-      |
| Parti                | Parti                        | Antal           | %       | Antal   | +-      |
| -------------------- | ---------------------------- | --------------- | ------- | ------- | ------- |
|                      | Socialdemokraterna           | 44 831          | 43,3    | 19      | -3      |
|                      | Folkpartiet                  | 19 510          | 18,9    | 8       | +1      |
|                      | Centerpartiet                | 16 594          | 16,0    | 7       | +1      |
|                      | Högerpartiet                 | 15 713          | 15,2    | 6       | +1      |
|                      | Sveriges kommunistiska parti | 4 459           | 4,3     | 1       | +1      |
|                      | Övriga partier               | 2 391           | 2,2     | 0       | —       |
| Antal giltiga röster | Antal giltiga röster         | 103 498         | 100     | 41      | +1      |
| Ogiltiga röster      | Ogiltiga röster              | 605             |         |         |         |
| Totalt               | Totalt                       | 104 103 (82,6%) |         |         |         |

| Södermanland         | Södermanland                 | Södermanland    | Södermanland | Södermanland | Södermanland |
| Parti                | Parti                        | Röster          | Röster       | Mandat       | Mandat       |
| Parti                | Parti                        | Röster          | Röster       | Antal        | +-           |
| Parti                | Parti                        | Antal           | %            | Antal        | +-           |
| -------------------- | ---------------------------- | --------------- | ------------ | ------------ | ------------ |
|                      | Socialdemokraterna           | 68 572          | 50,5         | 31           | -1           |
|                      | Folkpartiet                  | 21 537          | 15,9         | 10           | +-0          |
|                      | Centerpartiet                | 18 004          | 13,3         | 10           | +3           |
|                      | Högerpartiet                 | 16 396          | 12,1         | 6            | +-0          |
|                      | Sveriges kommunistiska parti | 5 526           | 4,1          | 1            | +1           |
|                      | Övriga partier               | 5 741           | 4,2          | 0            | —            |
| Antal giltiga röster | Antal giltiga röster         | 135 776         | 100          | 58           | +3           |
| Ogiltiga röster      | Ogiltiga röster              | 906             |              |              |              |
| Totalt               | Totalt                       | 136 682 (85,2%) |              |              |              |

| Östergötland         | Östergötland                 | Östergötland    | Östergötland | Östergötland | Östergötland |
| Parti                | Parti                        | Röster          | Röster       | Mandat       | Mandat       |
| Parti                | Parti                        | Röster          | Röster       | Antal        | +-           |
| Parti                | Parti                        | Antal           | %            | Antal        | +-           |
| -------------------- | ---------------------------- | --------------- | ------------ | ------------ | ------------ |
|                      | Socialdemokraterna           | 97 481          | 46,0         | 43           | +7           |
|                      | Högerpartiet                 | 36 380          | 17,2         | 13           | +4           |
|                      | Centerpartiet                | 30 879          | 14,6         | 15           | +4           |
|                      | Folkpartiet                  | 25 989          | 12,3         | 12           | +3           |
|                      | Sveriges kommunistiska parti | 11 804          | 5,6          | 3            | +3           |
|                      | Övriga partier               | 9 560           | 4,6          | 0            | —            |
| Antal giltiga röster | Antal giltiga röster         | 212 093         | 100          | 86           | +21          |
| Ogiltiga röster      | Ogiltiga röster              | 1 093           |              |              |              |
| Totalt               | Totalt                       | 213 186 (83,8%) |              |              |              |

| Jönköping            | Jönköping                    | Jönköping       | Jönköping | Jönköping | Jönköping |
| Parti                | Parti                        | Röster          | Röster    | Mandat    | Mandat    |
| Parti                | Parti                        | Röster          | Röster    | Antal     | +-        |
| Parti                | Parti                        | Antal           | %         | Antal     | +-        |
| -------------------- | ---------------------------- | --------------- | --------- | --------- | --------- |
|                      | Socialdemokraterna           | 63 782          | 36,8      | 29        | -5        |
|                      | Centerpartiet                | 36 947          | 21,3      | 17        | +5        |
|                      | Folkpartiet                  | 31 830          | 18,4      | 13        | -1        |
|                      | Högerpartiet                 | 27 170          | 15,7      | 11        | +1        |
|                      | Kristen demokratisk samling  | 7 390           | 4,3       | 0         | —         |
|                      | Sveriges kommunistiska parti | 6 178           | 3,6       | 1         | +1        |
|                      | Övriga partier               | 73              | 0,0       | 0         | —         |
| Antal giltiga röster | Antal giltiga röster         | 173 370         | 100       | 71        | +1        |
| Ogiltiga röster      | Ogiltiga röster              | 862             |           |           |           |
| Totalt               | Totalt                       | 174 232 (86,0%) |           |           |           |

| Kronoberg            | Kronoberg            | Kronoberg      | Kronoberg | Kronoberg | Kronoberg |
| Parti                | Parti                | Röster         | Röster    | Mandat    | Mandat    |
| Parti                | Parti                | Röster         | Röster    | Antal     | +-        |
| Parti                | Parti                | Antal          | %         | Antal     | +-        |
| -------------------- | -------------------- | -------------- | --------- | --------- | --------- |
|                      | Socialdemokraterna   | 34 138         | 35,9      | 15        | -3        |
|                      | Centerpartiet        | 24 815         | 26,1      | 12        | +2        |
|                      | Högerpartiet         | 18 763         | 19,7      | 9         | +1        |
|                      | Folkpartiet          | 10 342         | 10,9      | 4         | +-0       |
|                      | Övriga partier       | 6 997          | 7,2       | 0         | —         |
| Antal giltiga röster | Antal giltiga röster | 95 055         | 100       | 40        | +-0       |
| Ogiltiga röster      | Ogiltiga röster      | 383            |           |           |           |
| Totalt               | Totalt               | 95 438 (83,7%) |           |           |           |

| Kalmars norra        | Kalmars norra        | Kalmars norra  | Kalmars norra | Kalmars norra | Kalmars norra |
| Parti                | Parti                | Röster         | Röster        | Mandat        | Mandat        |
| Parti                | Parti                | Röster         | Röster        | Antal         | +-            |
| Parti                | Parti                | Antal          | %             | Antal         | +-            |
| -------------------- | -------------------- | -------------- | ------------- | ------------- | ------------- |
|                      | Socialdemokraterna   | 19 647         | 41,1          | 9             | -2            |
|                      | Centerpartiet        | 10 976         | 23,0          | 5             | +-0           |
|                      | Högerpartiet         | 5 833          | 12,2          | 5             | +1            |
|                      | Folkpartiet          | 4 116          | 8,6           | 2             | +-0           |
|                      | Övriga partier       | 7 187          | 15,0          | 0             | —             |
| Antal giltiga röster | Antal giltiga röster | 47 759         | 100           | 21            | -1            |
| Ogiltiga röster      | Ogiltiga röster      | 244            |               |               |               |
| Totalt               | Totalt               | 48 003 (83,3%) |               |               |               |

| Kalmars södra        | Kalmars södra        | Kalmars södra  | Kalmars södra | Kalmars södra | Kalmars södra |
| Parti                | Parti                | Röster         | Röster        | Mandat        | Mandat        |
| Parti                | Parti                | Röster         | Röster        | Antal         | +-            |
| Parti                | Parti                | Antal          | %             | Antal         | +-            |
| -------------------- | -------------------- | -------------- | ------------- | ------------- | ------------- |
|                      | Socialdemokraterna   | 37 383         | 41,8          | 17            | -1            |
|                      | Högerpartiet         | 17 426         | 19,5          | 7             | +-0           |
|                      | Centerpartiet        | 16 690         | 18,7          | 9             | +2            |
|                      | Folkpartiet          | 6 833          | 7,6           | 4             | +1            |
|                      | Övriga partier       | 11 066         | 12,3          | 0             | —             |
| Antal giltiga röster | Antal giltiga röster | 89 398         | 100           | 37            | +2            |
| Ogiltiga röster      | Ogiltiga röster      | 445            |               |               |               |
| Totalt               | Totalt               | 89 843 (83,0%) |               |               |               |

| Gotland              | Gotland              | Gotland        | Gotland | Gotland | Gotland |
| Parti                | Parti                | Röster         | Röster  | Mandat  | Mandat  |
| Parti                | Parti                | Röster         | Röster  | Antal   | +-      |
| Parti                | Parti                | Antal          | %       | Antal   | +-      |
| -------------------- | -------------------- | -------------- | ------- | ------- | ------- |
|                      | C+F                  | 15 089         | 49,4    | 11      | +11     |
|                      | Socialdemokraterna   | 10 756         | 35,2    | 8       | -2      |
|                      | Högerpartiet         | 4 512          | 14,8    | 4       | +-0     |
|                      | Övriga partier       | 182            | 0,6     | 0       | —       |
| Antal giltiga röster | Antal giltiga röster | 30 539         | 100     | 23      | +-0     |
| Ogiltiga röster      | Ogiltiga röster      | 195            |         |         |         |
| Totalt               | Totalt               | 30 734 (84,6%) |         |         |         |

| Blekinge             | Blekinge                     | Blekinge       | Blekinge | Blekinge | Blekinge |
| Parti                | Parti                        | Röster         | Röster   | Mandat   | Mandat   |
| Parti                | Parti                        | Röster         | Röster   | Antal    | +-       |
| Parti                | Parti                        | Antal          | %        | Antal    | +-       |
| -------------------- | ---------------------------- | -------------- | -------- | -------- | -------- |
|                      | Socialdemokraterna           | 38 077         | 44,8     | 17       | -4       |
|                      | Folkpartiet                  | 15 661         | 18,4     | 6        | +-0      |
|                      | Centerpartiet                | 13 102         | 15,4     | 5        | +1       |
|                      | Högerpartiet                 | 11 858         | 13,9     | 5        | +1       |
|                      | Sveriges kommunistiska parti | 5 260          | 6,2      | 2        | +2       |
|                      | Övriga partier               | 1 071          | 1,3      | 0        | —        |
| Antal giltiga röster | Antal giltiga röster         | 85 029         | 100      | 35       | +-0      |
| Ogiltiga röster      | Ogiltiga röster              | 420            |          |          |          |
| Totalt               | Totalt                       | 85 449 (82,4%) |          |          |          |

| Kristianstad         | Kristianstad         | Kristianstad    | Kristianstad | Kristianstad | Kristianstad |
| Parti                | Parti                | Röster          | Röster       | Mandat       | Mandat       |
| Parti                | Parti                | Röster          | Röster       | Antal        | +-           |
| Parti                | Parti                | Antal           | %            | Antal        | +-           |
| -------------------- | -------------------- | --------------- | ------------ | ------------ | ------------ |
|                      | Socialdemokraterna   | 62 023          | 40,9         | 26           | -3           |
|                      | Centerpartiet        | 31 621          | 20,9         | 14           | +2           |
|                      | Högerpartiet         | 24 745          | 16,3         | 14           | +3           |
|                      | Folkpartiet          | 24 727          | 16,3         | 10           | -1           |
|                      | Övriga partier       | 8 434           | 5,4          | 0            | —            |
| Antal giltiga röster | Antal giltiga röster | 151 550         | 100          | 64           | +1           |
| Ogiltiga röster      | Ogiltiga röster      | 905             |              |              |              |
| Totalt               | Totalt               | 152 455 (83,3%) |              |              |              |

| Malmöhus             | Malmöhus                     | Malmöhus        | Malmöhus | Malmöhus | Malmöhus |
| Parti                | Parti                        | Röster          | Röster   | Mandat   | Mandat   |
| Parti                | Parti                        | Röster          | Röster   | Antal    | +-       |
| Parti                | Parti                        | Antal           | %        | Antal    | +-       |
| -------------------- | ---------------------------- | --------------- | -------- | -------- | -------- |
|                      | Socialdemokraterna           | 118 594         | 47,7     | 50       | -1       |
|                      | Centerpartiet                | 35 374          | 14,2     | 13       | -3       |
|                      | Högerpartiet                 | 24 901          | 10,0     | 18       | +2       |
|                      | Folkpartiet                  | 21 134          | 8,5      | 16       | +3       |
|                      | Sveriges kommunistiska parti | 4 796           | 1,9      | 1        | +1       |
|                      | Övriga partier               | 44 044          | 17,6     | 0        | —        |
| Antal giltiga röster | Antal giltiga röster         | 248 843         | 100      | 98       | +2       |
| Ogiltiga röster      | Ogiltiga röster              | 2 040           |          |          |          |
| Totalt               | Totalt                       | 250 883 (86,4%) |          |          |          |

| Halland              | Halland                      | Halland         | Halland | Halland | Halland |
| Parti                | Parti                        | Röster          | Röster  | Mandat  | Mandat  |
| Parti                | Parti                        | Röster          | Röster  | Antal   | +-      |
| Parti                | Parti                        | Antal           | %       | Antal   | +-      |
| -------------------- | ---------------------------- | --------------- | ------- | ------- | ------- |
|                      | Socialdemokraterna           | 38 104          | 36,3    | 16      | -1      |
|                      | Centerpartiet                | 31 387          | 29,9    | 13      | +1      |
|                      | Högerpartiet                 | 16 308          | 15,5    | 7       | +-0     |
|                      | Folkpartiet                  | 14 790          | 14,1    | 6       | +1      |
|                      | Sveriges kommunistiska parti | 3 169           | 3,0     | 1       | +1      |
|                      | Övriga partier               | 1 199           | 1,1     | 0       | —       |
| Antal giltiga röster | Antal giltiga röster         | 104 957         | 100     | 43      | +2      |
| Ogiltiga röster      | Ogiltiga röster              | 541             |         |         |         |
| Totalt               | Totalt                       | 105 498 (85,0%) |         |         |         |

| Göteborg och Bohus   | Göteborg och Bohus           | Göteborg och Bohus | Göteborg och Bohus | Göteborg och Bohus | Göteborg och Bohus |
| Parti                | Parti                        | Röster             | Röster             | Mandat             | Mandat             |
| Parti                | Parti                        | Röster             | Röster             | Antal              | +-                 |
| Parti                | Parti                        | Antal              | %                  | Antal              | +-                 |
| -------------------- | ---------------------------- | ------------------ | ------------------ | ------------------ | ------------------ |
|                      | Socialdemokraterna           | 47 994             | 37,7               | 22                 | -3                 |
|                      | Folkpartiet                  | 29 567             | 23,2               | 16                 | +2                 |
|                      | Högerpartiet                 | 18 048             | 14,2               | 8                  | +-0                |
|                      | Centerpartiet                | 16 761             | 13,2               | 7                  | +1                 |
|                      | Sveriges kommunistiska parti | 5 844              | 4,6                | 1                  | +1                 |
|                      | Övriga partier               | 9 166              | 7,1                | 0                  | —                  |
| Antal giltiga röster | Antal giltiga röster         | 127 380            | 100                | 54                 | +1                 |
| Ogiltiga röster      | Ogiltiga röster              | 687                |                    |                    |                    |
| Totalt               | Totalt                       | 128 067 (81,9%)    |                    |                    |                    |

| Älvsborg             | Älvsborg                     | Älvsborg        | Älvsborg | Älvsborg | Älvsborg |
| Parti                | Parti                        | Röster          | Röster   | Mandat   | Mandat   |
| Parti                | Parti                        | Röster          | Röster   | Antal    | +-       |
| Parti                | Parti                        | Antal           | %        | Antal    | +-       |
| -------------------- | ---------------------------- | --------------- | -------- | -------- | -------- |
|                      | Socialdemokraterna           | 84 446          | 37,9     | 37       | -6       |
|                      | Centerpartiet                | 43 970          | 19,8     | 20       | +4       |
|                      | Högerpartiet                 | 41 562          | 18,7     | 17       | +1       |
|                      | Folkpartiet                  | 39 115          | 17,6     | 16       | +-0      |
|                      | Sveriges kommunistiska parti | 9 467           | 4,3      | 2        | +2       |
|                      | Övriga partier               | 4 029           | 1,8      | 0        | —        |
| Antal giltiga röster | Antal giltiga röster         | 222 589         | 100      | 92       | +1       |
| Ogiltiga röster      | Ogiltiga röster              | 1 317           |          |          |          |
| Totalt               | Totalt                       | 223 906 (84,7%) |          |          |          |

| Skaraborg            | Skaraborg            | Skaraborg       | Skaraborg | Skaraborg | Skaraborg |
| Parti                | Parti                | Röster          | Röster    | Mandat    | Mandat    |
| Parti                | Parti                | Röster          | Röster    | Antal     | +-        |
| Parti                | Parti                | Antal           | %         | Antal     | +-        |
| -------------------- | -------------------- | --------------- | --------- | --------- | --------- |
|                      | Socialdemokraterna   | 48 479          | 33,3      | 21        | -4        |
|                      | Centerpartiet        | 38 786          | 26,6      | 16        | +3        |
|                      | Högerpartiet         | 25 641          | 17,6      | 13        | +3        |
|                      | Folkpartiet          | 24 442          | 16,8      | 12        | +-0       |
|                      | Övriga partier       | 8 433           | 5,8       | 0         | —         |
| Antal giltiga röster | Antal giltiga röster | 145 781         | 100       | 62        | +2        |
| Ogiltiga röster      | Ogiltiga röster      | 681             |           |           |           |
| Totalt               | Totalt               | 146 462 (83,7%) |           |           |           |

| Värmland             | Värmland                     | Värmland        | Värmland | Värmland | Värmland |
| Parti                | Parti                        | Röster          | Röster   | Mandat   | Mandat   |
| Parti                | Parti                        | Röster          | Röster   | Antal    | +-       |
| Parti                | Parti                        | Antal           | %        | Antal    | +-       |
| -------------------- | ---------------------------- | --------------- | -------- | -------- | -------- |
|                      | Socialdemokraterna           | 79 389          | 47,7     | 35       | -7       |
|                      | Centerpartiet                | 26 185          | 15,7     | 12       | +4       |
|                      | Folkpartiet                  | 23 463          | 14,1     | 10       | +-0      |
|                      | Högerpartiet                 | 23 347          | 14,0     | 10       | +1       |
|                      | Sveriges kommunistiska parti | 12 420          | 7,5      | 3        | +2       |
|                      | Övriga partier               | 1 650           | 1,0      | 0        | —        |
| Antal giltiga röster | Antal giltiga röster         | 166 454         | 100      | 70       | +-0      |
| Ogiltiga röster      | Ogiltiga röster              | 709             |          |          |          |
| Totalt               | Totalt                       | 167 163 (82,5%) |          |          |          |

| Örebro               | Örebro                       | Örebro          | Örebro | Örebro | Örebro |
| Parti                | Parti                        | Röster          | Röster | Mandat | Mandat |
| Parti                | Parti                        | Röster          | Röster | Antal  | +-     |
| Parti                | Parti                        | Antal           | %      | Antal  | +-     |
| -------------------- | ---------------------------- | --------------- | ------ | ------ | ------ |
|                      | Socialdemokraterna           | 73 406          | 47,5   | 32     | -4     |
|                      | Folkpartiet                  | 27 758          | 18,0   | 10     | -1     |
|                      | Centerpartiet                | 23 230          | 15,0   | 10     | +2     |
|                      | Högerpartiet                 | 16 223          | 10,5   | 6      | +-0    |
|                      | Sveriges kommunistiska parti | 10 245          | 6,6    | 3      | +3     |
|                      | Övriga partier               | 3 754           | 2,4    | 0      | —      |
| Antal giltiga röster | Antal giltiga röster         | 154 616         | 100    | 61     | +-0    |
| Ogiltiga röster      | Ogiltiga röster              | 929             |        |        |        |
| Totalt               | Totalt                       | 155 545 (82,8%) |        |        |        |

| Västmanland          | Västmanland                  | Västmanland     | Västmanland | Västmanland | Västmanland |
| Parti                | Parti                        | Röster          | Röster      | Mandat      | Mandat      |
| Parti                | Parti                        | Röster          | Röster      | Antal       | +-          |
| Parti                | Parti                        | Antal           | %           | Antal       | +-          |
| -------------------- | ---------------------------- | --------------- | ----------- | ----------- | ----------- |
|                      | Socialdemokraterna           | 65 738          | 50,1        | 30          | -6          |
|                      | Folkpartiet                  | 21 313          | 16,2        | 9           | +1          |
|                      | Centerpartiet                | 19 058          | 15,0        | 9           | +1          |
|                      | Högerpartiet                 | 13 811          | 10,5        | 6           | +2          |
|                      | Sveriges kommunistiska parti | 9 212           | 7,0         | 3           | +3          |
|                      | Övriga partier               | 2 070           | 1,6         | 0           | —           |
| Antal giltiga röster | Antal giltiga röster         | 131 202         | 100         | 57          | +1          |
| Ogiltiga röster      | Ogiltiga röster              | 720             |             |             |             |
| Totalt               | Totalt                       | 131 922 (81,4%) |             |             |             |

| Kopparberg           | Kopparberg                   | Kopparberg      | Kopparberg | Kopparberg | Kopparberg |
| Parti                | Parti                        | Röster          | Röster     | Mandat     | Mandat     |
| Parti                | Parti                        | Röster          | Röster     | Antal      | +-         |
| Parti                | Parti                        | Antal           | %          | Antal      | +-         |
| -------------------- | ---------------------------- | --------------- | ---------- | ---------- | ---------- |
|                      | Socialdemokraterna           | 68 823          | 44,6       | 35         | -8         |
|                      | Centerpartiet                | 35 240          | 22,8       | 17         | +5         |
|                      | Folkpartiet                  | 21 624          | 14,0       | 10         | -2         |
|                      | Högerpartiet                 | 14 657          | 9,5        | 6          | +-0        |
|                      | Sveriges kommunistiska parti | 10 504          | 6,8        | 3          | +3         |
|                      | Övriga partier               | 3 549           | 2,3        | 0          | —          |
| Antal giltiga röster | Antal giltiga röster         | 154 397         | 100        | 71         | -2         |
| Ogiltiga röster      | Ogiltiga röster              | 881             |            |            |            |
| Totalt               | Totalt                       | 155 278 (79,9%) |            |            |            |

| Gävleborg            | Gävleborg                    | Gävleborg       | Gävleborg | Gävleborg | Gävleborg |
| Parti                | Parti                        | Röster          | Röster    | Mandat    | Mandat    |
| Parti                | Parti                        | Röster          | Röster    | Antal     | +-        |
| Parti                | Parti                        | Antal           | %         | Antal     | +-        |
| -------------------- | ---------------------------- | --------------- | --------- | --------- | --------- |
|                      | Socialdemokraterna           | 75 848          | 46,7      | 36        | -8        |
|                      | Centerpartiet                | 28 345          | 17,4      | 14        | +4        |
|                      | Folkpartiet                  | 23 299          | 14,3      | 10        | -1        |
|                      | Sveriges kommunistiska parti | 18 781          | 11,6      | 8         | +4        |
|                      | Högerpartiet                 | 14 005          | 8,6       | 3         | +1        |
|                      | Övriga partier               | 2 231           | 1,3       | 0         | —         |
| Antal giltiga röster | Antal giltiga röster         | 162 509         | 100       | 71        | +-0       |
| Ogiltiga röster      | Ogiltiga röster              | 1 033           |           |           |           |
| Totalt               | Totalt                       | 163 542 (79,9%) |           |           |           |

| Västernorrland       | Västernorrland               | Västernorrland  | Västernorrland | Västernorrland | Västernorrland |
| Parti                | Parti                        | Röster          | Röster         | Mandat         | Mandat         |
| Parti                | Parti                        | Röster          | Röster         | Antal          | +-             |
| Parti                | Parti                        | Antal           | %              | Antal          | +-             |
| -------------------- | ---------------------------- | --------------- | -------------- | -------------- | -------------- |
|                      | Socialdemokraterna           | 76 985          | 47,6           | 36             | -8             |
|                      | Centerpartiet                | 24 446          | 15,1           | 15             | +4             |
|                      | Folkpartiet                  | 16 845          | 10,4           | 8              | -1             |
|                      | Sveriges kommunistiska parti | 15 353          | 9,5            | 6              | +4             |
|                      | Högerpartiet                 | 13 858          | 8,6            | 5              | +1             |
|                      | Övriga partier               | 14 379          | 8,8            | 0              | —              |
| Antal giltiga röster | Antal giltiga röster         | 161 866         | 100            | 70             | +-0            |
| Ogiltiga röster      | Ogiltiga röster              | 368             |                |                |                |
| Totalt               | Totalt                       | 162 234 (83,4%) |                |                |                |

| Jämtland             | Jämtland             | Jämtland       | Jämtland | Jämtland | Jämtland |
| Parti                | Parti                | Röster         | Röster   | Mandat   | Mandat   |
| Parti                | Parti                | Röster         | Röster   | Antal    | +-       |
| Parti                | Parti                | Antal          | %        | Antal    | +-       |
| -------------------- | -------------------- | -------------- | -------- | -------- | -------- |
|                      | Socialdemokraterna   | 34 057         | 46,9     | 18       | -1       |
|                      | Centerpartiet        | 15 528         | 21,4     | 8        | +1       |
|                      | Folkpartiet          | 9 229          | 12,7     | 4        | +-0      |
|                      | Högerpartiet         | 9 214          | 12,7     | 5        | +-0      |
|                      | Övriga partier       | 4 558          | 6,2      | 0        | —        |
| Antal giltiga röster | Antal giltiga röster | 72 586         | 100      | 35       | +-0      |
| Ogiltiga röster      | Ogiltiga röster      | 337            |          |          |          |
| Totalt               | Totalt               | 72 923 (79,7%) |          |          |          |

| Västerbotten         | Västerbotten                | Västerbotten    | Västerbotten | Västerbotten | Västerbotten |
| Parti                | Parti                       | Röster          | Röster       | Mandat       | Mandat       |
| Parti                | Parti                       | Röster          | Röster       | Antal        | +-           |
| Parti                | Parti                       | Antal           | %            | Antal        | +-           |
| -------------------- | --------------------------- | --------------- | ------------ | ------------ | ------------ |
|                      | Socialdemokraterna          | 54 848          | 42,2         | 26           | -6           |
|                      | Folkpartiet                 | 26 140          | 20,1         | 12           | -3           |
|                      | Centerpartiet               | 24 888          | 19,1         | 11           | +3           |
|                      | Högerpartiet                | 14 893          | 11,5         | 6            | -2           |
|                      | Kristen demokratisk samling | 4 764           | 3,7          | 1            | +1           |
|                      | Övriga partier              | 4 434           | 3,4          | 0            | —            |
| Antal giltiga röster | Antal giltiga röster        | 129 967         | 100          | 56           | -7           |
| Ogiltiga röster      | Ogiltiga röster             | 465             |              |              |              |
| Totalt               | Totalt                      | 130 432 (82,6%) |              |              |              |

| Norrbotten           | Norrbotten                   | Norrbotten      | Norrbotten | Norrbotten | Norrbotten |
| Parti                | Parti                        | Röster          | Röster     | Mandat     | Mandat     |
| Parti                | Parti                        | Röster          | Röster     | Antal      | +-         |
| Parti                | Parti                        | Antal           | %          | Antal      | +-         |
| -------------------- | ---------------------------- | --------------- | ---------- | ---------- | ---------- |
|                      | Socialdemokraterna           | 62 891          | 47,1       | 31         | -9         |
|                      | C+F                          | 29 531          | 22,1       | 15         | +15        |
|                      | Sveriges kommunistiska parti | 23 446          | 17,5       | 12         | +2         |
|                      | Högerpartiet                 | 14 050          | 10,5       | 6          | -1         |
|                      | Övriga partier               | 3 681           | 2,7        | 0          | —          |
| Antal giltiga röster | Antal giltiga röster         | 133 599         | 100        | 64         | -2         |
| Ogiltiga röster      | Ogiltiga röster              | 303             |            |            |            |
| Totalt               | Totalt                       | 133 902 (80,0%) |            |            |            |

## Förstakammarvalen 1967-1969
| Parti  | Parti                        | Röster | Röster | Röster | Valda | Hela FK | Hela FK |
| Parti  | Parti                        | 1967   | 1968   | 1969   | Valda | 1967    | 1970    |
| ------ | ---------------------------- | ------ | ------ | ------ | ----- | ------- | ------- |
|        | Socialdemokraterna           | 87     | 112    | 80     | 28    | 80      | 79      |
|        | Folkpartiet                  | 30     | 33     | 41     | 11    | 25      | 27      |
|        | Högerpartiet                 | 34     | 35     | 40     | 10    | 26      | 23      |
|        | Centerpartiet                | 52     | 29     | 23     | 10    | 19      | 21      |
|        | Vänsterpartiet kommunisterna | 3      | 8      | 7      | 1     | 1       | 1       |
| Totalt | Totalt                       | 206    | 217    | 191    | 59    | 151     | 151     |

De i landstingsvalet 1966 valda ledamöterna kom i vissa fall att påverka sammansättningen i riksdagens första kammare. Detta skedde 1967 (när sjunde valkretsgruppen med Kalmars norra, Kalmars södra, Gotlands, Skaraborgs och Kopparbergs läns landsting valde 17 ledamöter), 1968 (när åttonde valkretsgruppen med Malmöhus och Gävleborgs läns landsting samt Malmö stad valde 19 ledamöter) och 1969 (när första valkretsgruppen Stockholms stad och Älvsborgs läns landsting valde 23 ledamöter).